# ウーファ・パラスト・アム・ツォー
座標: 北緯52度30分22秒 東経13度20分3秒 / 北緯52.50611度 東経13.33417度

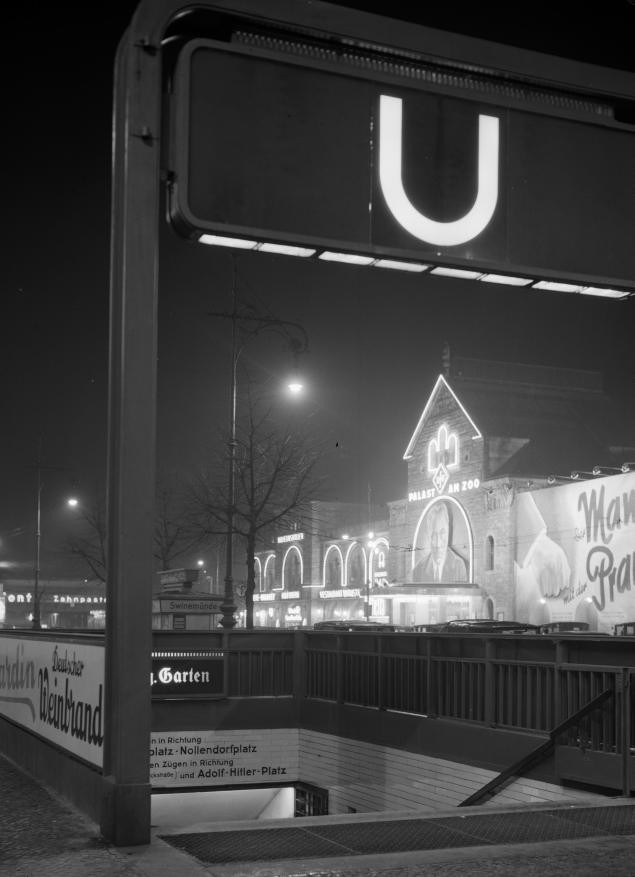
ウーファ・パラスト・アム・ツォー、1935年頃。ベルリン動物園駅の地下鉄の出入口から。

ウーファ・パラスト・アム・ツォー (ドイツ語: Ufa-Palast am Zoo) は、ベルリンのシャルロッテンブルク区（現在のシャルロッテンブルク＝ヴィルマースドルフ区の一部）ハルデンベルク通り29番地にあった、大規模な映画館である。1919年の開業時に1740席を備えており、1925年には2165席の規模に改装された。ハンブルクに、2200席を備えたウーファ・パラスト・イン・ハンブルク (Ufa-Palast in Hamburg) が開館するまでは、ドイツ最大の映画館であった。この映画館は、1920年代から1930年代にかけて、最も重要な封切り映画館のひとつであった。

## 歴史

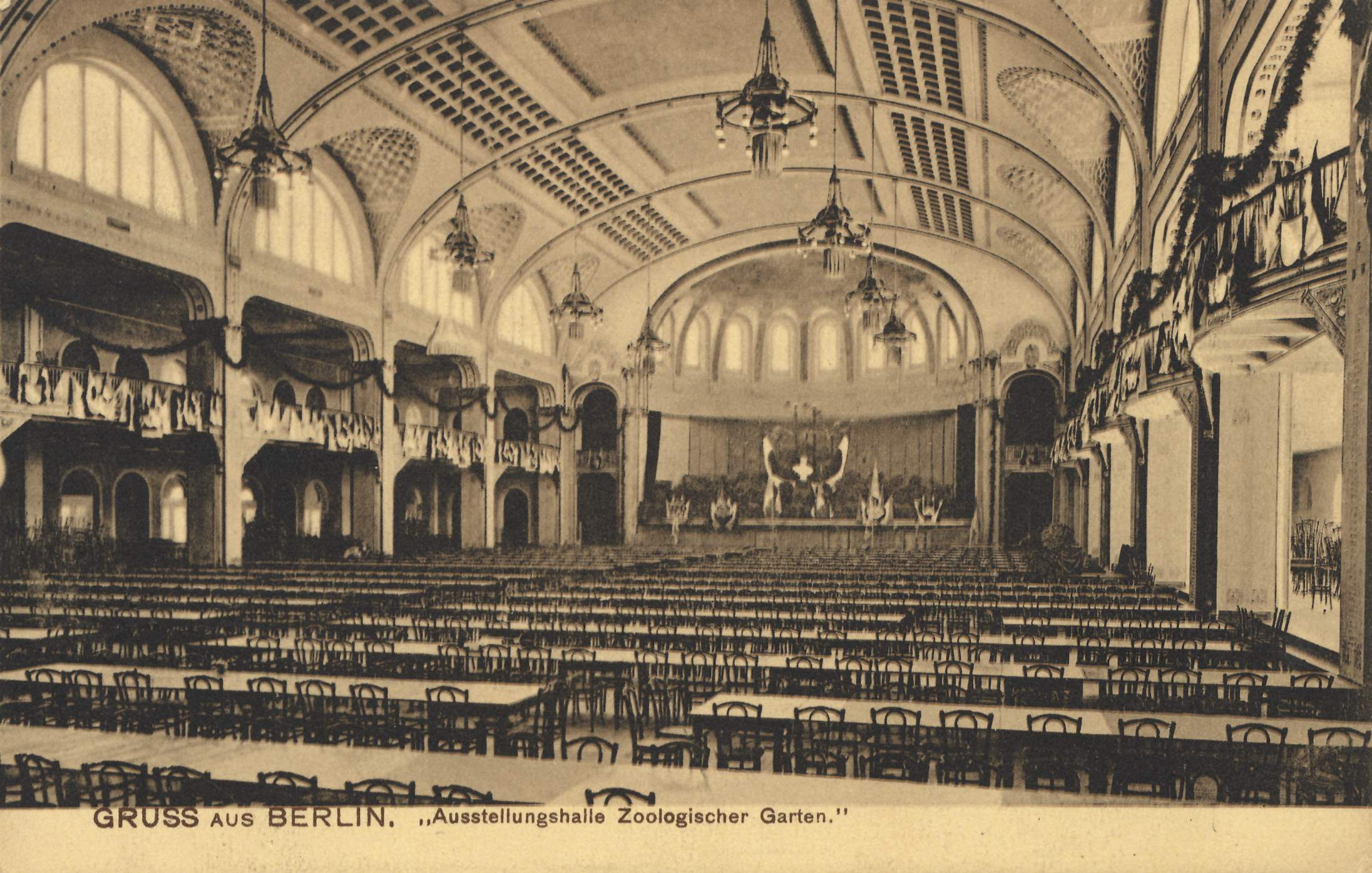
ベルリン＝シャルロッテンブルクにあったベルリン動物園の展示ホール、1908年。その後、劇場への改装を経て、映画館に再改装された。

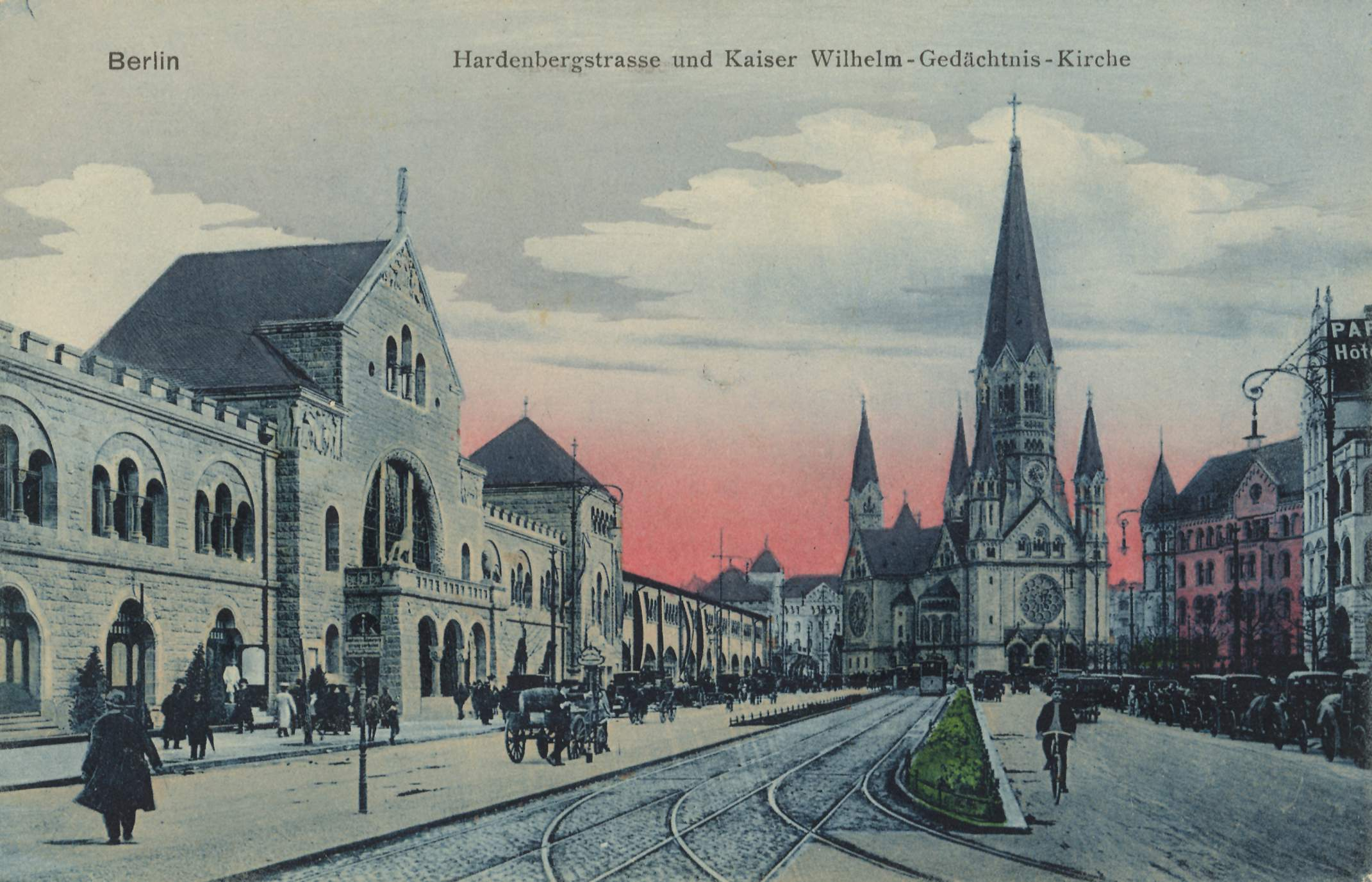
動物園の展示ホール（左）、1906年

元々、この建物は、ホテル・アドロンの建設にたずさわった建築家のひとりであったカール・ガウゼ、1851年 - 1907年）の設計により、1905年から1906年にかけて、ベルリン動物園の展示ホールとして建設され、ヴィルヘルムスハル (Wilhelmshall) と名付けられた。その後1912年に、西側のホールがアルトゥール・ビーバーフェルト（Arthur Biberfeld, 1874年 - 1959年）によって劇場に改装された。さらに、建築家オスカル・カウフマンによって映写室を加えられ、1913年から1915年にかけて、イタリア映画協会 (Società Italiana Cines) 制作の映画『クオヴァディス』が、ここで上映された。1913年から1914年にかけてのいずれかの時点で、この映画館は「シネス＝パラスト (Cines-Palast)」と称されるようになった。1919年、UFAの委嘱を受けた建築家マックス・ビショフ (Max Bischoff) によって、1740席を備えた映画館に改装された。改装後の初演は、1919年9月18日における、エルンスト・ルビッチ監督作品『パッション』の初公開であった。
館内は、長方形となっており、内装は簡素なものであった。客席は2層構造になっていた。客席は馬蹄形状に配され、舞台の壁面にはファイアンス焼きの陶板が嵌められていた。その後この映画館は、1925年に、カール・シュタール＝ウーラッハ（Carl Stahl-Urach, 1879年 - 1933年）によって改装され、2165席を備えるようになった。また、ライトオルガン（Lichtorgel：照明装置）も設備された。
後には、建物の壁面に広告が掲出されるようになった。当初は、照明と大きなポスターが掲げられた。後には、壁面を覆う大きな看板が設けられた。1936年のベルリンオリンピックの際には、建築家アルベルト・シュペーアによって、建物の外装が、すっきりした新古典主義的なものに改められた。
この建物は、1943年11月23日のベルリン空襲によって破壊された。1957年には、後継施設としてツォー・パラストが建設された。

## 上映作品

### ヴァイマル共和政時代
- 1919年9月18日：パッション (Madame Dubarry)
- 1919年12月4日：花嫁人形 (Die Puppe)
- 1920年12月14日：デセプション (Anna Boleyn)
- 1920年3月9日：白黒姉妹 (Kohlhiesels Töchter)
- 1920年9月1日：寵姫ズムルン (Sumurun)
- 1920年10月29日：巨人ゴーレム (Der Golem, wie er in die Welt kam)
- 1921年4月14日：山猫リュシュカ (Die Bergkatze)
- 1921年10月22日：インドの墓 (Das indische Grabmal) - 第1部
- 1921年11月19日：インドの墓 (Das indische Grabmal) - 第2部
- 1922年11月13日：ファントム (Phantom)
- 1924年1月7日：Die Finanzen des Großherzogs
- 1924年2月14日：ニーベルンゲン (Die Nibelungen) - 第1部「ジークフリート」
- 1924年4月26日：ニーベルンゲン (Die Nibelungen) - 第2部「クリームヒルトの復讐」
- 1924年12月23日：最後の人 (Der letzte Mann)
- 1925年11月16日：ヴァリエテ (Varieté)
- 1926年10月14日：ファウスト (Faust)
- 1926年12月17日：聖山 (Der heilige Berg)
- 1927年1月10日：メトロポリス (Metropolis)
- 1927年1月24日：モダン・デュバリー (Eine Dubarry von heute)
- 1929年3月12日：アスファルト (Asphalt)
- 1929年8月27日：Der Würger
- 1929年10月15日：月世界の女 (Frau im Mond)
- 1930年9月17日：Der Greifer
- 1931年5月11日：M (M)
- 1931年8月31日：狂乱のモンテカルロ (Bomben auf Monte Carlo)
- 1931年11月26日：Der Draufgänger
- 1932年8月8日：Quick
- 1932年10月12日：黒騎士 (Der schwarze Husar)
- 1932年11月19日：白日鬼 (Der weiße Dämon)
- 1932年12月22日：Ｆ・Ｐ一号応答なし (F.P.1 antwortet nicht)

### ヒトラー政権〜戦前期
- 1933年5月9日：歌は世界をめぐる (Ein Lied geht um die Welt)
- 1933年8月15日：国際間諜団 (Ein gewisser Herr Gran)
- 1933年12月1日：信念の勝利 (Sieg des Glaubens)
- 1933年12月8日：あかつき (Flüchtlinge)
- 1934年3月29日：コスモポリス (Gold)
- 1935年3月12日：動物曲芸団 (Artisten)
- 1935年3月28日：意志の勝利 (Triumph des Willens)
- 1935年11月19日：Friesennot
- 1935年12月30日：自由の日 (Tag der Freiheit! – Unsere Wehrmacht)
- 1936年1月23日：Traumulus
- 1936年7月10日：Weiberregiment
- 1936年10月16日：炎え上るバルカン (Stadt Anatol)
- 1936年12月23日：密輸船 (Unter heißem Himmel)
- 1937年7月15日：Der Mann, der Sherlock Holmes war
- 1937年8月20日：北京の嵐 (Alarm in Peking)
- 1937年10月19日：Der zerbrochene Krug
- 1937年12月21日：ガスパローネ (Gasparone)
- 1938年1月6日：Der Berg ruft
- 1938年2月11日：エジュナプールの虎 (Der Tiger von Eschnapur)
- 1938年2月26日：インドの霊廟 (Das indische Grabmal)
- 1938年4月1日：Fünf Millionen suchen einen Erben
- 1938年10月18日：13 Stühle

### 第二次世界大戦期
- 1939年9月26日：Robert Koch, der Bekämpfer des Todes
- 1940年3月20日：リオの星 (Stern von Rio)
- 1940年11月28日：永遠のユダヤ人 (Der ewige Jude)
- 1940年12月6日：ビスマルク（Bismarck）
- 1940年12月30日：希望音楽会 (Wunschkonzert)
- 1941年2月14日：世界に告ぐ (Ohm Krüger)
- 1942年3月3日：偉大なる王者 (Der große König)
- 1942年6月12日：大いなる愛 (Die große Liebe)
- 1943年3月5日：ほら男爵の冒険 (Münchhausen)

## プレミア上映
- 1936年9月23日：乞食学生 (Der Bettelstudent)
- 1939年3月17日：Wasser für Canitoga
- 1939年6月16日：Im Kampf gegen den Weltfeind
- 1939年8月15日：さんざめく舞踏会の夜 (Es war eine rauschende Ballnacht)
- 1940年9月24日：ユダヤ人ジュース (Jud Süß)
- 1941年10月23日：帰郷 (Heimkehr)